# Загублена арфа
«Загу́блена а́рфа» — антологія німецькомовної поезії Буковини. Побачило світ два видання — 2002 та 2008 року.
Антологія репрезентує німецькомовну поезію Буковини міжвоєнного періоду (1918—1940/1944), а також повоєнну поетичну творчість її представників у діаспорі. Представлено вірші 24 поетів. Це Ісаак Шрайєр, Генріх Шаффер, Віктор Віттнер, Еріх Зінґер, Альфред Марґул-Шпербер, Йозеф Кальмер, Душа Чара-Розенкранц, Ґеорґ Дроздовський, Йоганн Піч, Роза Ауслендер, Клара Блум, Мозес Розенкранц, Давід Ґольдфельд, Альфред Кіттнер, Йона Ґрубер, Кубі Воль, Еміль Арнольд-Гольм, Сільвіус Германн, Пауль Целан, Іммануель Вайсґлас, Альфред Ґонґ, Манфред Вінклер, Зельма Меербаум-Айзінґер, Ельза Керен.